# Diocesi di Leeuwarden

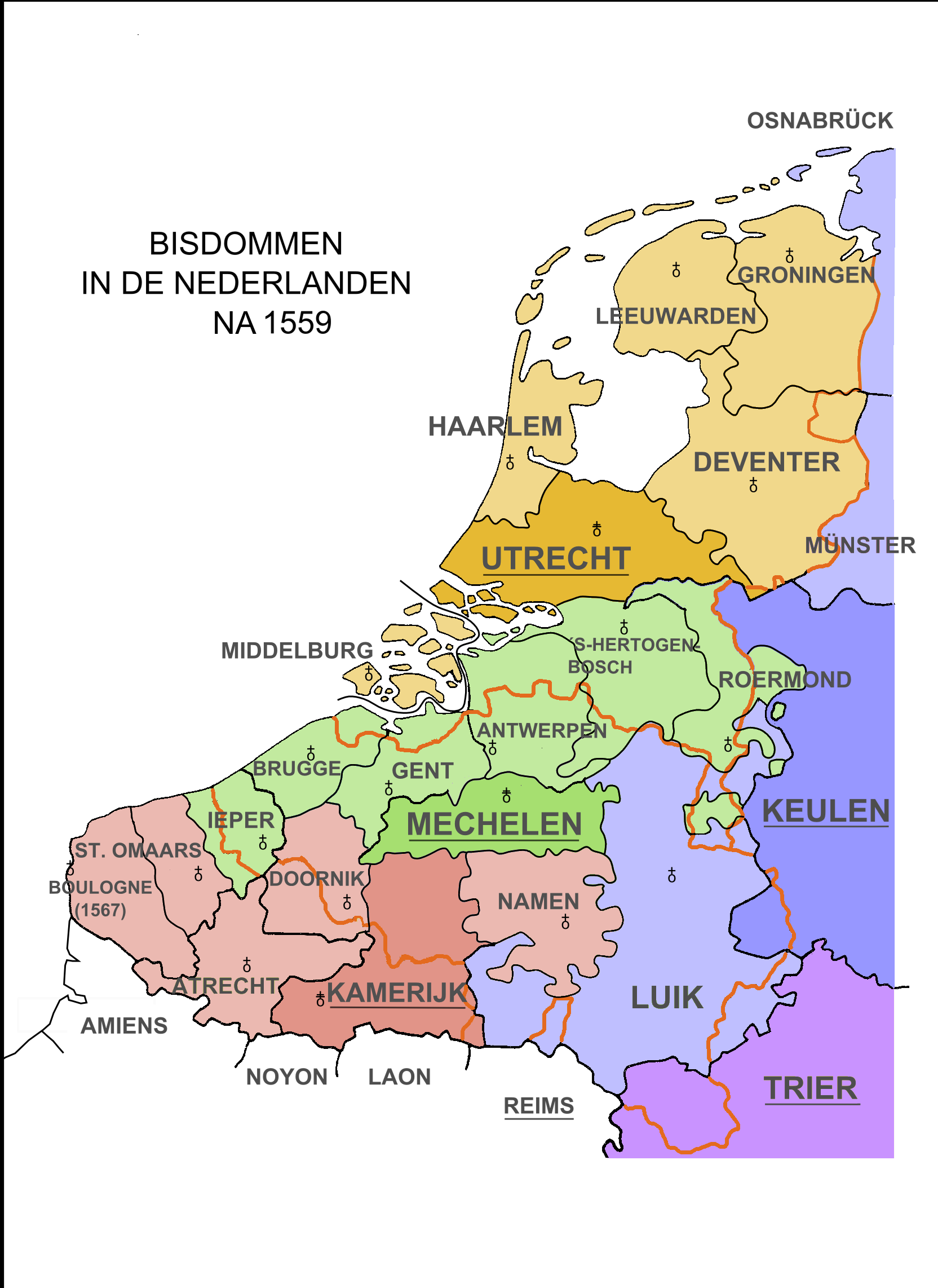
Mappa delle diocesi belghe e olandesi nel 1559.

La diocesi di Leeuwarden (in latino: Dioecesis Leowardensis) fu una sede della Chiesa cattolica nei Paesi Bassi suffraganea dell'arcidiocesi di Utrecht.

## Territorio
La diocesi comprendeva l'odierna provincia olandese della Frisia.
Sede vescovile era la città di Leeuwarden, dove si trovava la cattedrale di San Vito, demolita alla fine del XVI secolo. Dell'edificio oggi resta solo la torre, la Oldehove.

## Storia
Già nel corso della prima metà del XVI secolo, dopo che le Diciassette Province, di cui gli odierni Paesi Bassi facevano parte, furono sottomesse al dominio dell'imperatore Carlo V, fu progettata una riorganizzazione ecclesiastica dei Paesi Bassi; ma i progetti del 1525 e del 1551-52 non andarono in porto.
Solo con l'avvento del re Filippo II (1556), si poté avviare la ridefinizione della geografia ecclesiastica dei possedimenti spagnoli. Una commissione apposita redasse un lungo rapporto, corredato da cartine geografiche, sull'opportunità di avviare un programma di fondazione di nuove diocesi che, nell'ambito della controriforma, favorisse un'intensificazione della vigilanza pastorale, nell'ottica di porre un freno alla corruzione e alla decadenza morale nel clero, ed insieme potesse limitare il progredire delle idee teologiche dei riformatori tedeschi e svizzeri.
Il 12 maggio 1559, con la bolla Super universas, papa Paolo IV eresse quattordici nuove diocesi, tra cui quella di Leeuwarden, che, assieme alle quattro preesistenti, formavano tre nuove province ecclesiastiche, ossia Cambrai, Malines e Utrecht. La nuova diocesi di Leeuwarden divenne suffraganea di quest'ultima arcidiocesi, da cui era stata ricavata.
La bolla Super universas tuttavia non definiva i confini delle diocesi, non stabiliva il numero delle parrocchie e non prevedeva i mezzi di sussistenza delle mense episcopali. Una commissione incaricata di studiare questi aspetti lavorò per due anni, e solo il 7 agosto 1561 fu pubblicata la bolla Regimini universalis ecclesiae di Pio IV che dette finalmente una fisionomia territoriale alla diocesi di Leeuwarden.
Lo stesso mese, fu nominato il primo vescovo, Remigius Driutius, professore di diritto civile e di diritto canonico all'università di Lovanio, il quale però non prese mai possesso della sede e nel 1569 fu trasferito alla sede di Bruges. Gli succedette Cunerus Petri (Koen Pieters), che pubblicò il 26 febbraio 1570 i decreti del concilio di Trento nella sua diocesi e il 15 aprile tenne un sinodo diocesano.
In seguito alla Guerra degli ottant'anni il culto cattolico fu proibito; alla morte del vescovo Cuneris Petri (15 febbraio 1580) la diocesi fu soppressa.
Dal 26 novembre 2005 il titolo sopravvive nel nome della diocesi di Groninga-Leeuwarden.

## Cronotassi dei vescovi
- Remi Drieux (Remigius Driutius) † (8 agosto 1561 - 16 settembre 1569 nominato vescovo di Bruges)
- Cuneris Petri † (16 settembre 1569 - 15 febbraio 1580 deceduto)